# Der Silberne Planet
Der Silberne Planet (Originaltitel Na srebrnym globie) ist ein polnischer Science-Fiction-Film des Regisseurs Andrzej Żuławski, der 1988 fertiggestellt wurde.
Żuławski drehte von 1976 bis 1978 die bis damals teuerste polnische Filmproduktion. 1978 ließen die polnischen Behörden unter Führung der Vereinigten Polnischen Arbeiterpartei die Dreharbeiten stoppen, weil Żuławski hinter der Maske eines Science-Fiction-Films eine regimekritische Parabel über den Totalitarismus schuf. Erst nach dem Ende des Kriegsrechts und der schrittweisen Demokratisierung Polens, konnte der Regisseur seine Arbeit an seinem fragmentarischen Werk fortsetzen.
Die Uraufführung fand in Cannes statt.

## Handlung
Zwei Astronauten bekommen von den Einheimischen eines fremden Planeten eine Aufnahmediskette, die folgendes zeigt:
Eine kleine Gruppe Astronauten will auf einem anderen Planeten eine neue Zivilisation gründen, welche die Fehler der irdischen Menschheit wie beispielsweise Gewalt umgeht. Die Gesellschaft gleitet jedoch in schamanistische Rituale ab und Wissen wird an die folgenden Generationen nicht weitergegeben, wodurch die Menschen auf dem Planeten immer dümmer werden. All dies dokumentiert der letzte noch lebende Astronaut, von allen als „alter Mann“ bezeichnet.
Die zwei Astronauten schicken die Aufnahme zur Erde.
Nach mehreren Jahren/Jahrzehnten kommt wieder ein Astronaut auf den Planeten, sein Name ist Marek. Er wird von den Einheimischen als Gott verehrt und soll diesen im Kampf gegen einäugige fliegende Wesen helfen, welche bei der Expansion übers Meer entdeckt wurden.
Am Ende erkennen die Einheimischen, dass Marek kein Gott ist und kreuzigen ihn.

## Hintergrundinformationen
Weil Żuławski den Film zu nur ca. vier Fünfteln vollenden konnte, sind an den fehlenden Stellen Straßenaufnahmen von Warschau und Krakau (hier u. a. die Drehorte von „Der dritte Teil der Nacht“) zu sehen, während der Regisseur aus dem Off erklärt, was gerade laut Drehbuch passiert.
Der Film basiert auf der Mondtrilogie von Jerzy Żuławski, ein Großonkel Andrzej Żuławskis, die auch eine Inspiration für Fritz Lang zu Frau im Mond war.
Żuławskis Werk wurde bisher zwei Mal in der Originalfassung mit Untertiteln auf 3sat gesendet, zum ersten Mal am 9. März 1990, und bekam 2009 eine auf 999 Stück limitierte DVD-Veröffentlichung.

## Rezensionen
„philosophische[r] Science Fiction“